# Scilla nana
Scilla nana ist eine Pflanzenart aus der Gattung der Blausterne (Scilla) in der Familie der Spargelgewächse (Asparagaceae).

## Merkmale
Scilla nana ist eine ausdauernde krautige Pflanze, die Wuchshöhen von 5 bis 35 Zentimeter erreicht. Dieser Geophyt bildet eine Zwiebel als Überdauerungsorgan. Die Laubblätter sind dunkelgrün, Blattrand und Unterseite sind etwas rötlich. Sie sind zurückgekrümmt, tiefrinnig und 1 bis 9 Millimeter breit.
Der Blütenstandschaft ist gänzlich rötlich und endet in einem ein- bis dreiblütig (selten bis fünfblütig) Blütenstand. Die Blütenhülle ist innen dunkler als außen gefärbt und zu 1/3 miteinander verwachsen. Die äußeren Blütenhüllblätter sind schmaler als die inneren. Außen weist die Röhre einen tief blauvioletten Mittelstreif auf, innen ist sie blauviolett. Pro Fruchtblatt sind vier Samenanlagen vorhanden. Die Staubfäden sind mehr oder weniger parallel.
Die Blütezeit reicht von April bis Juli.

## Vorkommen
Scilla nana ist auf Kreta im Regionalbezirk Chania endemisch. Diese Art wächst an den Lefka Ori in Höhenlagen von meist 1400 bis 2100 (900 bis 2300) Meter auf Schneeböden, Lehmflächen, subalpinen Igelpolsterheiden und Bergwäldern.

## Systematik
Der Status von Scilla nana und die Abgrenzung dieser Sippe gegenüber Scilla albescens sind unklar. Manche Autoren unterscheiden beide als Unterarten:
- Scilla nana subsp. nana
- Scilla nana subsp. albescens (Speta) Speta (Syn. Scilla albescens Speta, Chionodoxa albescens (Speta) Rix)

## Belege
- Ralf Jahn, Peter Schönfelder: Exkursionsflora für Kreta. Mit Beiträgen von Alfred Mayer und Martin Scheuerer. Eugen Ulmer, Stuttgart (Hohenheim) 1995, ISBN 3-8001-3478-0, S. 356.